# Nieblum
Nieblum (frisó septentrional Njiblem) és un dels municipis de l'illa de Föhr (Illes Frisones) que forma part del districte de Nordfriesland, dins l'Amt Föhr-Amrum, a l'estat alemany de Slesvig-Holstein. Segons del cens de 2022 te una població de 582 habitants.

## Història
Moltes de les antigues cases de l'illa va pertànyer a capitans que havien fet fortuna com a baleners en els vaixells neerlandesos. Va ser un treball dur i perillós que es va cobrar moltes vides. Les làpides al cementiri de l'església de Sant Joan, l'anomenada "catedral frisona", en donen testimoni. L'església va ser construïda al segle xiii i és la més gran de les tres esglésies a Föhr.

## Personatges destacats
- Jens Jacob Eschels (1757-1842), navegant. Esdevingué famós per la seva autobiografia.
- Carl-Christian Arfsten (1889-1969), polític de la CDU i diputat al parlament de Slesvig-Holstein